# Syrische Davis-Cup-Mannschaft
Die syrische Davis-Cup-Mannschaft ist die Tennisnationalmannschaft Syriens.

## Geschichte
1986 nahm Syrien erstmals am Davis Cup teil. Das beste Resultat erreichte die Mannschaft 1988 mit dem Einzug in die zweite Runde in der Asien/Ozeanien-Gruppenzone II. Bester Spieler ist Rabi Bouhassoun mit 34 Siegen bei insgesamt 37 Teilnahmen. Rekordspieler mit 43 Teilnahmen ist Lays Salim.